# Telekom Cup
La Telekom Cup (conocida hasta 2012 como T-Home Cup o Liga Total Cup), es una competición futbolística entre clubes alemanes que se desarrolla antes del inicio de la Bundesliga (Alemania). Se trata de un torneo amistoso que inaugura la temporada de fútbol en Alemania y se disputa desde el año 2009 con la participación de los mejores cuatro equipos de la temporada anterior, que disputan dos semifinales, una final y un partido por el tercer y cuarto puesto.
Todos los partidos se disputan en un mismo estadio, seleccionado previamente por la organización del torneo, y cada uno dura sólo 45 minutos.

## Campeones por año
- 2009: Hamburgo 3-0 VfB Stuttgart
- 2010: Gelsenkirchen-Schalke 3-1 Bayern de Múnich
- 2011: Borussia Dortmund 2-0 Hamburgo
- 2012: Werder Bremen 3-3 (5-4 pen.) Borussia Dortmund[1]
- 2013: Bayern de Múnich 5-1 Borussia Mönchengladbach
- 2014: Bayern de Múnich 3-0 VfL Wolfsburgo
- 2015: Hamburgo  2-1 F. C. Augsburgo[2]
- 2016: Bayern de Múnich 2-1 Mainz 05
- 2017: Bayern de Múnich 2-0 Werder Bremen
- 2022: AC Milan 2-1 Colonia

## Goleadores
| Pos. | Nombre              | Equipo/s                                | Goles |
| ---- | ------------------- | --------------------------------------- | ----- |
| 1    | Robert Lewandowski  | Borussia Dortmund / FC Bayern de Múnich | 6     |
| 2    | Toni Kroos          | FC Bayern de Múnich                     | 3     |
| 2    | Thomas Müller       | FC Bayern de Múnich                     | 3     |
| 2    | Son Heung-Min       | Hamburgo                                | 3     |
| 3    | Edu                 | Gelsenkirchen-Schalke                   | 2     |
| 3    | Niclas Füllkrug     | SV Werder Bremen                        | 2     |
| 3    | Max Kruse           | Borussia Mönchengladbach                | 2     |
| 3    | Nils Petersen       | FC Bayern de Múnich / SV Werder Bremen  | 2     |
| 3    | Raúl González       | Gelsenkirchen-Schalke                   | 2     |
| 3    | Franck Ribéry       | FC Bayern de Múnich                     | 2     |
| 3    | Thiago Alcántara    | FC Bayern de Múnich                     | 2     |
| 3    | Ruud van Nistelrooy | Hamburgo                                | 2     |